# Влада Игора Лукшића
Влада Игора Лукшића је основана 2010. и била је до 2012. године.

## Састав Владе
| Ресор                                                                          | Министар            | Министар       | Мандат |
| ------------------------------------------------------------------------------ | ------------------- | -------------- | ------ |
| Предсједник Владе Црне Горе                                                    | Игор Лукшић         | Игор Лукшић    | ДПС    |
| Потпредсједник Владе и Министарство правде                                     | Душко Марковић      |                | ДПС    |
| Потпредсједник Владе и Министарство за информационо друштво и телекомуникације | Вујица Лазовић      | Боро Вучинић   | СДП    |
| Министарство пољопривреде и руралног развоја                                   | Тарзан Милошевић    |                | ДПС    |
| Министарство културе                                                           | Бранислав Мићуновић | Боро Вучинић   | ДПС    |
| Министарство одбране                                                           | Боро Вучинић        | Боро Вучинић   | ДПС    |
| Министарство економије                                                         | Владимир Каварић    |                | ДПС    |
| Министарство просвјете и спорта                                                | Славољуб Стијеповић |                | ДПС    |
| Министарство финансија                                                         | Милорад Катнић      |                | ДПС    |
| Министарство иностраих послова и европских интеграција                         | Милан Роћен         | Милан Роћен    | ДПС    |
| Министарство здравља                                                           | Миодраг Радуновић   |                | ДПС    |
| Министарство за људска и мањинска права                                        | Ферхат Диноша       | Милан Роћен    | ДУА    |
| Министарство унутрашњих послова                                                | Иван Брајовић       | Андрија Ломпар | СДП ЦГ |
| Министарство рада и социјалног старања                                         | Суад Нумановић      |                | ДПС    |
| Министарство саобраћаја и поморства                                            | Андрија Ломпар      | Андрија Ломпар | СДП ЦГ |
| Министарство науке                                                             | Сања Влаховић       |                | ДПС    |
| Министарство одрживог развоја и туризма                                        | Предраг Секулић     |                | ДПС    |
| Без портфеља                                                                   | Рафет Хусовић       |                | БС     |